# Jazz Gallery (1995)

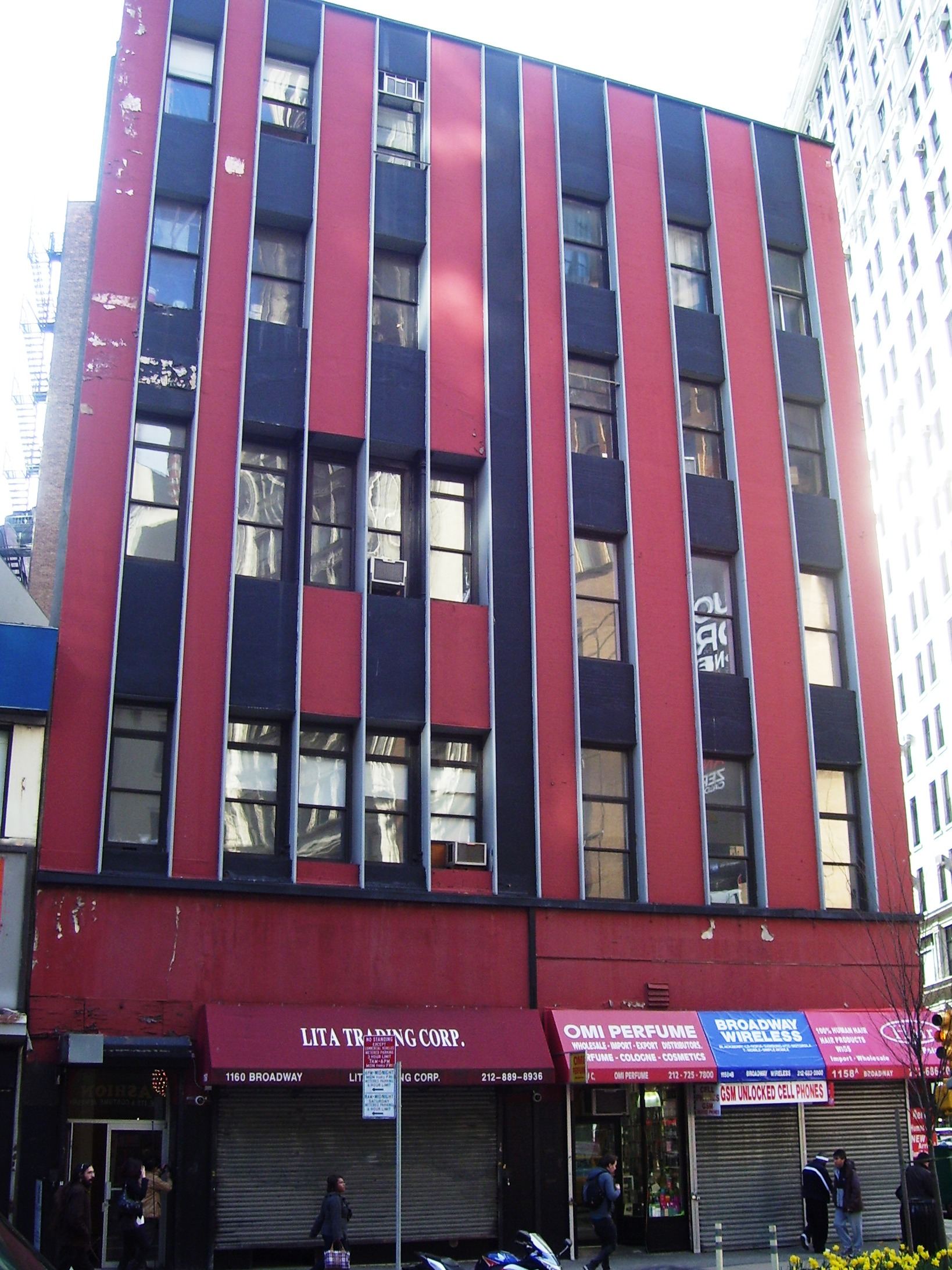
Das 1880–81 bzw. 1871 errichtete Gebäude (1158–1160 Broadway), in dem sich der Club befindet.

Jazz Gallery ist ein New Yorker Jazzclub.
Der 1995 gegründete Club Jazz Gallery (1160 Broadway, Ecke East 27st Street, im Tenderloin-Viertel zwischen Flatiron District und Greenwich Village) wird von einem gemeinnützigen Verein geführt. Zu den Mitbegründern gehörte Dale Fitzgerald († 2015). In dem Club traten bislang u. a. Matt Brewer, Gerald Clayton, Brian Lynch, Taylor Eigsti, Taylor Haskins, Jason Lindner, Lage Lund, Jaleel Shaw, Tony Malaby, Jesse Stacken, Luis Perdomo und Miles Okazaki auf. Der Baldwin-Flügel, den Paul Desmond einst dem Jazzclub Bradley’s stiftete, befindet sich in der Jazz Gallery.  In dem Club finden auch Veranstaltungsreihen und Workshops für junge Musiker statt. Die New York Times bezeichnete die Jazz Gallery als the most imaginatively booked jazz club in New York.
Bereits um 1960 existierte im New Yorker Greenwich Village ein Jazzclub gleichen Namens.

## Diskographische Hinweise
- Jason Lindner: Live at the Jazz Gallery (DVD, 2007)
- Tony Malaby's Tamarindo:  Tamarindo Live (Clean Feed Records, rec. 2010), mit Wadada Leo Smith, William Parker, Nasheet Waits
- Miles Okazaki: Figurations (Sunnyside Records, 2011), mit Miguel Zenon, Thomas Morgan, Dan Weiss